# Winden (Kreuzau)
Winden ist ein Ortsteil der Gemeinde Kreuzau im Kreis Düren, Nordrhein-Westfalen.

## Lage
Winden liegt am Eifelnordrand an der Rur in der Rureifel im Naturpark Hohes Venn-Eifel am Rande des Nationalparks Eifel. Nachbarorte sind Untermaubach mit Bilstein, Bergheim, Üdingen und Kreuzau.

## Geschichte
Winden ist uralter Siedlungsraum. Bodenfunde lassen auf eine keltoromanische Besiedlung schließen.
Dabei muss es sich um den keltischen Stamm der Eburonen gehandelt haben.
Auf der Anhöhe „Hochkoppel“, einem Höhenplateau nahe dem Windener Hemgenberg, befand sich zu dieser Zeit eine befestigte keltische Fliehburg, die dort um die Zeitenwende kurz vor der römischen Eroberung des Rheinlandes errichtet wurde.
Der Name des Ortes Winden kann auf das lateinische vinum = Wein zurückgeführt werden. Die künstlich angelegten Terrassen auf den unmittelbar westlich angrenzenden Höhen (Ausläufer der Nordeifel) sind heute noch sichtbare Beweise des früheren Weinbaus.
Der Rurübergang bei der Üdinger Brücke in unmittelbarer Nähe zur Nachbarortschaft Üdingen (etwa 1 km von der Windener Ortsmitte entfernt) wurde auch von den Römern genutzt. Hier standen beiderseits des Flusses massive römische Gebäude.
Der Ort Winden war bis zum Beginn des 20. Jahrhunderts ein fast reines Weinbaudorf. Die letzte Weinlese fand 1911 statt. Graf Heinrich VII. von Luxemburg wird 1301 von Ritter Godefridus de Pomerio mit Weinbergen in Winden belehnt. Es ist denkbar, dass durch einen Erbkämmerer de Pomerio am Hofe des Herzogs von Jülich die gräflichen Weinberge im Laufe der Jahre in den 1381 beurkundeten Besitz des Herzogs von Jülich übergegangen sind. Nach der Urkunde lagen sie „hinter dem dorpe Wynden“. Das war im sonnigen Hang südlich von Winden vor der Hochkoppel.
Eine abweichende Bezeichnung trägt der Ort auf der Kartenaufnahme der Rheinlande von Tranchot und von Müffling (1803–1820), wo er als „Weiden“ eingetragen ist, was höchstwahrscheinlich auf einem Irrtum beruht.
1720 errichtete der Kupfermeister Martin Jung in Winden eine Kupferhütte etwa an der Stelle, wo 1805 die Papierfabrik J.H.Kayser errichtet wurde. Dieses Unternehmen wurde 1980 stillgelegt und die Gebäude wurden im Herbst 2008 abgetragen.
An dessen Stelle wurde ein Nahversorgungszentrum mit etwa 3550 m² Verkaufsfläche errichtet, das im April 2009 eröffnet wurde.
Im Zweiten Weltkrieg gab es in Winden nur relativ geringe Zerstörungen, doch wurde die alte Bruchstein-Bogenbrücke zwischen Winden und Üdingen zerstört und damit die Verbindung zur anderen Rurseite unterbrochen. Die Bogenbrücke war aus Steinbruchmaterial vom Winderer Frankenberg erbaut worden. Ebenso wurde die Rurbrücke zwischen Winden und Kreuzau zerstört. Auf den Stümpfen der Bögen wurde am Kriegsende eine provisorische Holzbrücke aus dicken Baumstämmen errichtet.
Neben anderen Werken der Heimatliteratur fertigte die ehemalige Windener Hauptlehrerin Rosa Schubert (1891–1981) eine umfangreiche Chronik von Winden, deren Veröffentlichung bislang nicht erfolgt ist. Eine neue Straße im Baugebiet in der Nähe der Rur wurde auf den Namen „Rosa-Schubert-Straße“ benannt.

### Neugliederung
Schon Anfang des 20. Jahrhunderts hatten sich Windener Bürger für die Eingliederung in die Stadt Düren ausgesprochen. Bereits 1937 wurde Rölsdorf in die Kreisstadt eingemeindet. Den Windenern gelang die Eingliederung nach Düren jedoch nicht.
Am 1. Juli 1969 wurde die Gemeinde Winden mit sechs weiteren Orten in die Gemeinde Kreuzau eingegliedert. Bergheim war bis zu diesem Zeitpunkt ein Ortsteil der selbständigen Gemeinde Winden. Nunmehr wurden beide Orte Teil der Gemeinde Kreuzau. Mit dieser Neugliederung wurde somit abermals dem Willen der Windener Bürger nicht entsprochen.
Durch die Neugliederung des Raumes Aachen (Aachen-Gesetz) wurden mit Wirkung vom 1. Januar 1972 die Gemeinden Obermaubach-Schlagstein und Untermaubach, der Ortsteil Langenbroich aus der Gemeinde Hürtgenwald und die Ortsteile Schneidhausen und Welk aus der Gemeinde Lendersdorf in die Gemeinde Kreuzau eingegliedert – die Gemeinde  Niederau kam zu Düren. Die heutige Gemeinde Kreuzau besteht aus den Ortsteilen Bogheim, Boich, Drove, Kreuzau, Leversbach, Obermaubach mit Schlagstein, Stockheim, Thum, Üdingen, Untermaubach mit Bilstein und Winden mit Bergheim und Langenbroich.

## Kirche
Die Pfarrkirche von Winden ist St. Urbanus geweiht. Sie wurde 1889 erbaut. Zehn Jahre vorher wurde schon der Bergfriedhof angelegt. Die erste Kirche wurde 1784 erbaut und war ebenfalls St. Urbanus geweiht. Zu den prominenten Besuchern der Gottesdienste zählte in den 1970er Jahren auch der seinerzeit in Langenbroich lebende, weltbekannte Schriftsteller und Literatur-Nobelpreisträger Heinrich Böll.

## Verkehr
Durch den Ort führen die Straßen von Kreuzau nach Untermaubach bzw. zum Stausee Obermaubach sowie nach Bergheim. Busse der Rurtalbus fahren mit den Linien 201 und 221 durch den Ort. Bis zum 31. Dezember 2019 wurden diese Linien von der Dürener Kreisbahn betrieben.
| Linie | Verlauf |
| ----- | --- |
| 201   | Kreuzau – Winden – Bergheim – Langenbroich – Bogheim – Untermaubach (– Obermaubach) – Bilstein                      |
| 221   | Düren Bf/ZOB – StadtCenter – Kaiserplatz – Krauthausen – Niederau – Kreuzau – Winden – Leversbach – Rath – Nideggen |

Der öffentliche Nahverkehr gründet in Winden auf eine lange Tradition. So wurde schon um das Jahr 1910 der Bau einer Straßenbahn von Düren nach Winden zur Diskussion gestellt. Hierfür wurden zwei Varianten erörtert: Zum einen die Verlängerung der Straßenbahn von Kreuzau nach Winden, wobei die Rur hätte überquert werden müssen. Zum anderen die Verlängerung der Ringbahn über Schneidhausen hinaus links der Rur nach Winden. In diesem Fall wäre die Straßenbahn von Düren über Lendersdorf aus nach Winden weitergeführt worden. Zwischenzeitlich wurde von Seiten der Politik sogar gefordert, beide Strecken nach Winden zu bauen. In der Kreistagssitzung vom 4. April 1912 wurde beschlossen, das Projekt nicht weiter zu verfolgen.
Aktuell ist verschiedentlich von Bürgern angeregt worden, einen zusätzlichen Haltepunkt an der Rurtalbahn für Winden jenseits der Rur in Höhe der Fußgängerbrücke „Zum Alten Wehr/An den Drei Erken“ einzurichten, allerdings bislang ohne Erfolg.

## Schule, Kindergarten
In Winden gab es bis zum Jahre 2007 die katholische Grundschule St. Urbanus. Zum Schuljahr 2006/2007 errichtete die Grundschule St. Urbanus, nach Auflösung der Gemeindegrundschule Obermaubach, eine Dependance im Ort Obermaubach. Anfang 2007 wurde dann die Grundschule mit Standorten in Winden und Obermaubach in Katholische Grundschule an der Rur umbenannt. Die Pfarrgemeinde betreibt im Ort einen zweigruppigen Kindergarten für 50 Kinder.

## Persönlichkeiten
- Ralf Nolten (* 1964), deutscher Politiker, MdL

## Vereinswesen
In Winden gibt es mehrere Vereine, die an den kulturellen Dorfveranstaltungen teilnehmen. Das sind der Schockklub Winden, die Maijugend Winden, der Arbeitskreis Nachbarschaft Winden, der Billard-Club, der Horst Winden der Deutschen Waldjugend, eine Ortsgruppe Winden des Eifelvereins, den Fischereiverein für die nahegelegene Rur, den Geflügel- und Kaninchenzuchtverein, die Karnevalsgesellschaft, den Kirchenchor, die Kirmesgesellschaft, den Obst- und Gartenbauverein, den Tischtennisclub und den Fußballclub, den V.f.V.u.J. 1902 Winden (Verein für Volks- und Jugendspiele).